# Diala albugo
Diala albugo là một loài ốc biển, là động vật thân mềm chân bụng sống ở biển thuộc họ Dialidae.

## Miêu tả
Loài này có kích thước giữa 2 mm and 6.5 mm

## Phân bố
Chúng phân bố ở Ấn Độ Dương along Réunion and ở Thái Bình Dương Ocean dọc theo Philippines.